# 조은정 (작가)
조은정은 대한민국의 드라마 작가다.

## 주요 작품
- 2008년 MBC 《하얀 거짓말》
- 2010년 MBC 《황금 물고기》
- 2012년 MBC 《신들의 만찬》
- 2014년 MBC 《호텔킹》
- 2016년 MBC 《가화만사성》